# Se La
Le Se La, ou Sela, est un col de montagne situé à la limite du district de Tawang et du district du Kameng occidental, dans l'État d'Arunachal Pradesh, en Inde. Il a une altitude de 4 170 m. La route qui le traverse relie la ville de Tawang à Tezpur et au reste de l'Inde.